# Fañch Le Henaff
Pour les articles homonymes, voir Le Hénaff.
Fañch Le Henaff, né le 27 novembre 1960 à Quimper en Bretagne, est un graphiste, affichiste et créateur de caractères typographiques français. Breton et brittophone, il vit et travaille à Locronan, en Cornouaille, d'où il est originaire.
Formé à « l'école polonaise » de l'art de l'affiche, il est un des rares graphistes reconnus dont le travail, s'inscrivant dans une démarche d'auteur, est nourri par la culture et la langue bretonne.

## Biographie

### Enfance
Né à Quimper en 1960, Fañch Le Henaff est issu d’une famille de boulangers et de paysans de Locronan, une petite cité de caractère à la pointe de la Bretagne. Il y grandit dans un univers où la culture bretonne, la langue et la création artistique font partie du quotidien. Chaque été, de nombreux peintres posent leur chevalet dans la cité des tisserands, ainsi que des musiciens et des troupes de théâtre qui font la joie des touristes, nombreux à visiter le village médiéval.
Il tient également sa sensibilité artistique de ses parents : dans sa jeunesse, sa mère aimait peindre et, tout au long de sa vie, elle photographie et filme le quotidien familial, des vacances aux événements locaux, comme la « Grande Troménie ». Dans les années 1950, son père, Hervé Le Henaff, est sonneur de biniou bras au cercle celtique Korollerien Lokorn et participe au Bleun Brug.

### Études
C'est à l'époque de sa scolarité au lycée Le Likès à Quimper, alors qu'il est en filière scientifique, qu'il découvre l'art de l'affiche et décide de se tourner vers les arts graphiques.
En 1979, Fañch Le Henaff entre à l'École régionale des beaux-arts de Nantes et étudie au département communication visuelle d'où il sort diplômé (DNSEP) en graphisme, en 1984.
Il rencontre en 1979 Alain Le Quernec, affichiste et graphiste installé à Plogonnec, et rencontre en 1982 l'affichiste polonais Mieczysław Górowski.
De septembre 1984 à juillet 1985 il obtient une bourse d'études pour étudier au département Arts graphiques de l'académie des beaux-arts de Wrocław, en Pologne, dans les ateliers des professeurs Jan Jaromir Aleksiun et Eugeniusz Get-Stankiewicz.

### L'atelier de Locronan
Après ses études, il s'installe comme graphiste indépendant dans sa commune d'origine (Locronan) où il monte son atelier en 1986 et choisit de réaliser essentiellement des affiches relatives à la vie culturelle et sociale de la Bretagne (breton, expositions, manifestations, fest-noz, Kan ar Bobl...). En cette année 1986, il crée la pochette de disque et l'affiche du « cœur-biniou » pour le groupe de musique bretonne Sonerien Du, encore aujourd'hui largement diffusée et devenue depuis le logotype du groupe. Dans les années 90, il participe à la communication publicitaire de produits bretons comme le pâté Hénaff, À la Galette Saint Ronan (Locronan), l'eau des Monts d'Arrée...
Humaniste, il réalise aussi des affiches en faveur de la paix dans le monde, pour Amnesty International ou publie à compte d'auteur une affiche en hommage à Chico Mendès, défenseur de la forêt amazonienne, assassiné en 1988. Ses œuvres circulent à travers le monde, de Douarnenez à New York, via Varsovie et Tokyo.
Brittophone, il utilise dès 1980, la langue bretonne dans ses créations comme vecteur de communication graphique sur des thématiques d'utilité publique, d'intérêt général. Il est cofondateur en 1998 avec le peintre Hung Rannou et le sculpteur Antoine Le Bihan de Trzy, Tri, Trois, un groupe informel d'une trentaine d'artistes de pratiques et de cultures diverses.
Fañch Le Henaff célèbre le changement de millénaire à Quimper par  une installation dans la ville de bornes munies d'écrans vidéo, un parcours qui s'inspire du rite calendaire de la Grande Troménie de Locronan.

### L'enseignement
Parallèlement à son activité de graphiste, il débute en 1992 une carrière de professeur d'arts appliqués, d'abord au lycée Sainte-Anne, puis au lycée Le Paraclet à Quimper où il enseigne le graphisme en BTS Design graphique, notamment à Jean Jullien, Yoan De Roeck, ou Morwenna Moal. De 1994 à 1999, il enseigne également les arts plastiques au Skolaj Diwan du Relecq-Kerhuon dans l'agglomération brestoise puis au Skolaj Diwan Kemper dans la capitale de Cornouaille.

### Typographie

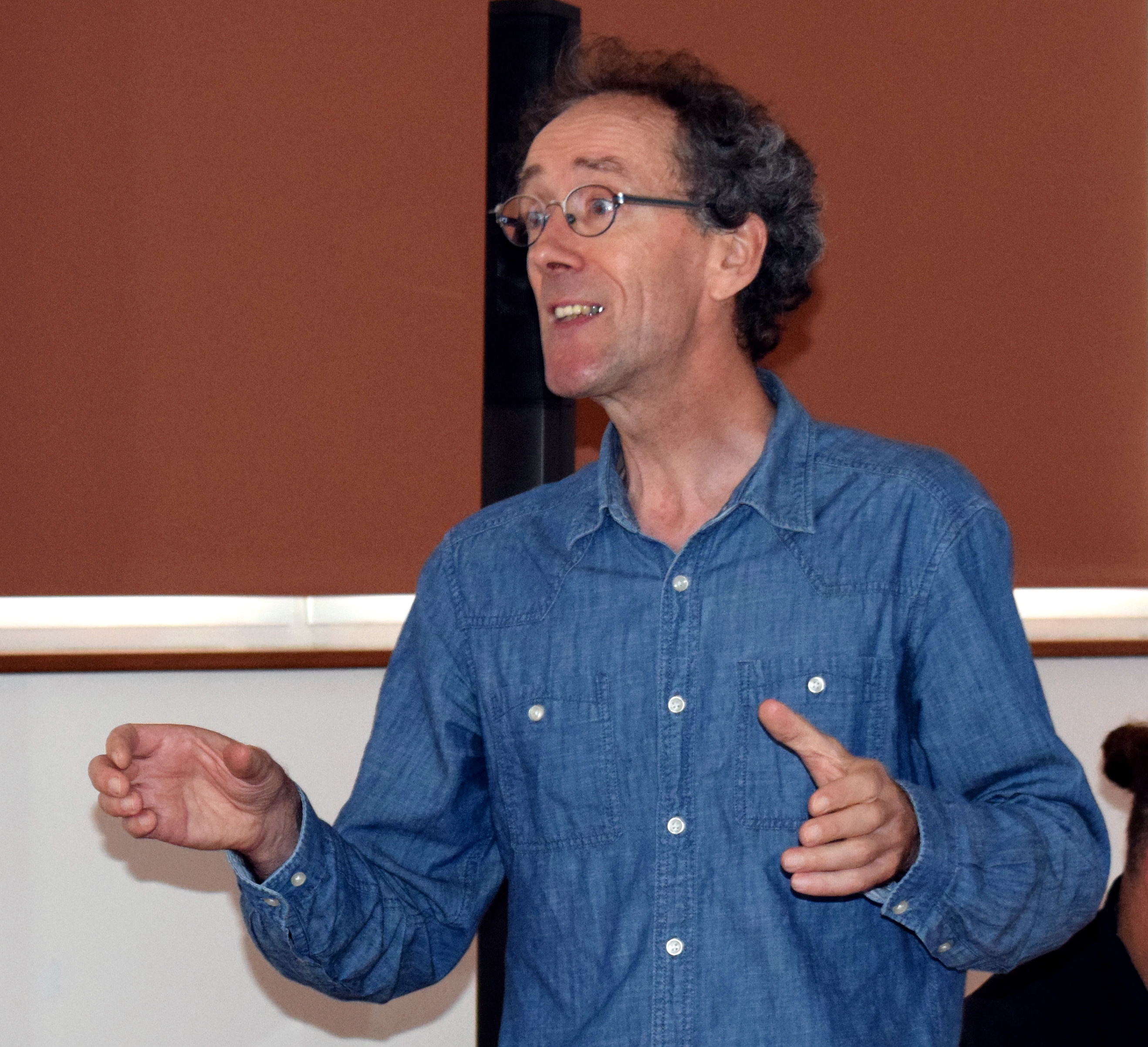
Conférence de Fañch Le Henaff sur le thème "Graphisme et identité" en 2017.

#### Caractères
- Kornog (1993)
- Kan da Gornog (1994) (d'après un caractère original appelé Vulcain)
- Tir na Nog (1995)
- Brito (1997)
- Brito Original (2011)
- Brito Tri (2013)

#### Brito
En 1997, Fañch Le Henaff crée le Brito, une famille de caractères de typographie d'inspiration celte.
Ce travail a commencé par l'étude du caractère utilisé dans les années 1930 par la revue Kornog (du mouvement d'art celto-breton moderne des Seiz Breur), qu'il a redessiné sous le nom de Kornog en 1993. Découvrant ensuite un autre caractère, il le redessine également et lui donne le nom de Kan da Gornog en 1994 - il découvrira ensuite le nom originel de ce caractère : le Vulcain. Ces recherches l'ont progressivement amené à concevoir le Brito, du nom de Jan Brito, ou Jean le Breton, un typographe français du XVe siècle d'origine bretonne. Ce caractère a été augmenté d'une famille de trois graisses sous le nom de Brito Tri, en 2013. Le numéro de juillet 2014 de la revue Graphê, pour l'occasion entièrement composé en Brito, est consacré pour moitié au travail de Fañch Le Henaff.
Cette police d'écriture comporte 350 signes et est la première à offrir la ligature automatique des caractères spécifiques aux langues celtiques. Une décennie après sa création, on remarque l'empreinte du Brito dans le paysage breton : affiches (de fest-noz, ou pour les pièces de théâtre de Strollad ar Vro Bagan), design, signalétique de bâtiments (Ti ar Vro « maison de pays » à Quimper ou la médiathèque d'Arradon).
En 2011, Skritur un site de ressources culturelles et typographiques , espace trilingue de diffusion du caractère Brito est mis en ligne sur le web.

### Hommage
En 2007, le cinéaste Alain Gallet lui consacre un portrait avec la participation de sa nièce Goulwena an Henaff. Le documentaire de vingt-six minutes, intitulé grafHerezh (graphisme / héritage) : Fañch Le Henaff, poltred, est diffusé sur France 3 Bretagne dans l'émission Red an Amzer. Depuis le film a été présenté dans de nombreuses médiathèques en Bretagne et à travers le monde comme à l’Illustre Galerie à Montréal au Québec ou la Maison de la Bretagne à Poznań en Pologne.

### Collaborations
En 2012, le groupe de rock quimpérois Red Cardell fait appel à lui pour réaliser la pochette de l'album Falling in Love, influencé par le son de New York et mixé à Manhattan. Pour ce projet Fañch Le Henaff propose deux références à New York : « Banane », une sérigraphie (1966) d'Andy Warhol qu'il utilisera pour  l'album The Velvet Underground and Nico et le caractère typographique Glaser Stencil, du graphiste new-yorkais Milton Glaser. Une collaboration qui va se poursuivre entre les artistes finistériens avec le visuel de l'album live Running in Paris en 2013, puis celui de l'album studio Un monde tout à l'envers en 2016.
En 2013 puis 2015, il publie deux livres sur Locronan en collaboration avec Armel Morgant et Donatien Laurent : Locronan, la Troménie et les peintres et Locronan : permanence d'un patrimoine, aux éditions Locus Solus.

### Images et points de vue

#### Skeudennoù
En 2019 il publie un livre retraçant son parcours de quarante ans d’activisme culturel tous azimuts : Skeudennoù - Images & points de vue, aux éditions Locus Solus.
L'ouvrage entièrement bilingue Français/breton est Préfacé par l'historien d'art Pascal Aumasson. les textes de pré et postface, et ceux représentant les images sont composés en Brito regular et fin, corps 10/14. Les titres et citations en brito fin, corps 20/24, Briti original et Brito TRI.

#### Tour-Tan
Du 6 avril au 30 juin de la même année l'exposition Tour-Tan lui est consacrée, en parallèle, au centre de découverte maritime, dans le soubassement du vieux phare de Penmarc'h, réunissant une multitude d'affiches autour de thématiques allant du théâtre à l’environnement, au rock, au fest-noz, d'images réalisées entre 1981 et 2019 qui présentent son œuvre en 85 images.

#### Articles dédiés
- Yann Rivallain, « Fañch Le Henaff, tailleur d’images », ArMen, no 155,‎ novembre-décembre 2006, p. 42-49 (lire en ligne)
- Jacques André, « Brito, caractère de Fañch Le Henaff », Graphê, no 59,‎ juillet 2014, p. 1 à 7  (ISSN 1168-3104)
- Jacques Dyoniziak, « Un jour avec… Fañch Le Henaff », Le Peuple breton, no 575,‎ décembre 2011, p. 36-37  (ISSN 0245-9507)

#### Ouvrages personnels

##### Auteur
- Fañch Le Henaff, Skritur (écriture) - typographie et identité, Cloître éditeurs, 1995.
- Fañch Le Henaff, Graferezh (Graphisme), Éditions Cloître, 2005.
- Fañch Le Henaff, de A à dZ. War hentoù treuz Bro Douarnenez - Le typoguide du pays de Douarnenez, Éditions ArMen, 2008.
- Fañch Le Henaff, Skeudennoù : Images & points de vue, Châteaulin, Locus Solus, coll. « Graphisme Bretagne », 2019, 177 p. (ISBN 978-2-36833-233-7), (BNF 45701885).

.

##### Directeur de publication
- Fañch Le Henaff,  L'art graphique et moderne de Pierre Péron, Musée des beaux-arts de Brest, Locus Solus, 2015.

#### Ouvrages en collaboration
- Yann-Vadezour Lagadeg, Margot Roue, Fañch Le Henaff, En izlonk ar gêr vraz, Brud Nevez, 1995.
- Armel Morgant, Fañch Le Henaff, Donatien Laurent, Locronan, la Troménie et les peintres, Locus Solus, 2013.
- Armel Morgant, Fañch Le Henaff. préface Donatien Laurent, Locronan : permanence d'un patrimoine, Locus Solus, 2015.

### Filmographie
- Alain Gallet, grafHerezh, Fañch Le Henaff, portrait, France 3 Bretagne / Label Productions, documentaire 26 min, 2007.